# 트레이스 (만화)
《트레이스》는 대한민국의 만화가인 네스티 캣(고영훈)의 두 번째 웹툰으로 2007년 4월 3일부터 2012년 5월 28일까지 다음 만화 속 세상에 올린 작품이다. 1기와 1.5기까지 올라와 있으며 2014년 1월 10일부터 2기 연재중이다

## 트러블에 관하여
트러블은 크기가 여러가지다. 소형,중형,대형, 또는 덤필런이나 누실리테같은 초거대트러블도 있다.
트레이스처럼 각자 개개인의 능력이 있다. 트러블의 이야기는 트레이스-납치꾼들편에서 자세하게 밝혀졌으니 궁금한 내용은 트레이스를 통해 알아보도록.

## 줄거리
30년 전, 갑자기 트러블이라는 괴물이 나타나 인간들을 공격하고, 트러블의 흔적이라 불리는 트레이스라는 초능력자가 나타나 이에 맞서기 시작한다.
- 1기 - 선천적 트레이스인 사강권과 평범한 회사원이었지만 후천적으로 트레이스가 된 김윤성, 그리고 선천적 트레이스로 전직 킬러였던 모리노아 진. 이 세 등장인물의 각각의 이야기를 중심으로 인간을 말살시키려는 트러블과 그런 트러블을 막기 위해 트레이스와 평범한 인간들이 반목·화합한다.
- 1.5기 - 국정원에서 근무하고 있는 한시현은 인간과 트러블사이에 교류가 필요하다고 생각한다. 그러나 이 제안을 받아들이지 못하기 때문에 집에 몰래 사랑이란 이름을 붙인 트러블을 키우기 시작한다. 그러나 정은이란 트레이스 여고생에게 발각되고 그녀와 같이 하는데...
- 2기 -후천성 트레이스가 된 서범기. 그는 윤경주와의 약속을 지지키기 위해 야바위꾼을 죽이려고 하지만........
- 현재-서범기의 의해 오른팔을 잃은 초거대 트러블 덤필런. 그가 소형 트러블로 지구로 넘어오고 또다시 전쟁이 시작된다.

## 등장인물
- 사강권 - 선천적 트레이스로 어렸을 적 부모님에 의해 버려졌으며, 얼음을 자유자재로 다룰 수 있다. 자신이 트레이스라는 존재를 숨긴 채 살아가고 있다.록시너기의 힘을 흡수해 더 강해진다. 팀 미스트의 일원. 강해진 이후 트레이스 학교에서 인기가 많아졌다.
- 한태은 - 어릴 적에 엄마가 트레이스에 의해 죽었다. 화끈한 성격의 소유자로 어렸을 적 쓰러져있던 사강권을 발견하고 같이 자란 사이이다. ‘쌈닭’이라는 별명이 있을정도로 싸움을 잘하며 사강권의 학부모 같은 역할을 한다. 신의 바이러스로 인해 양 손을 부딪히면 불꽃이 튀며 위력이 강해지는 트레이스가 된다.
- 장세연 - 한태은의 친구이자 충성하는 부하같은 존재이다. 한태은에 대한 충성도가 높으며 표정변화가 없고 한태은을 생각하는 마음이 깊다.역시 텔레포트 능력을 가진 트레이스가 된다.
- 박지건 - 사강권과 같은 고등학교 학생으로서 한태은을 좋아하고 있으며 그 때문에 사강권만을 집중적으로 괴롭히는 아이이다.
- 한석환-한태은의 아버지. 태은이는 딸인데 싸움을 잘하니까 장난으로 가끔 아들이라 부른다. 강권이를 친아들처럼 여긴다. 요리를 매우 잘하는 듯 (주부9단). 트레이스도 사람이라는 생각을 갖고 있다.
- 김윤성 - 갓 30대에 들어선 한 가정의 가장으로 평범한 회사원이다. 후천성 트레이스로 트레이스와 인간 사이에서 갈등하고 있는 존재이다. 사랑하는 아내와 딸이 연구소에 들어간 뒤 연락이 되지않아 그들을 구하기 위해 정희섭의 작전에 참여하였다.김갑호에게 조각을 받아 능력이 강해지지만 칼솔럼의 힘을 흡수해 더 강해진다. 그리고 백호 가면을 쓰고 다닌다.
- 김윤지-김윤성의 딸. 박사의 의해 죽지만 신의 바이러스가 선물로 살려준다.
- 정희섭 - 이 역시 트레이스로 ‘삐에로’로 불리며 정보수집의 대가로 T-BANK를 침투할 목적으로 동료들을 모으고 있다.거지 편에서 죽은 줄 알았는데, 나중에 다시 등장. 신의 바이러스의 힘을 흡수해 공간 이동 능력도 생긴 듯.
- 류지현 - 트레이스보다 더 트레이스 같은 인간으로 해커에 능하며 정희섭과 같이 동료들을 모으고 있다.원래는 연구소 일원이었는데 입이 묶인 희섭을 보고 자신의 일이 잘못됨을 알고 연구소에서 나간다.
- 모리노아 진 - ‘안개저격수’로 불리며 2년 전 한국의 고위층 간부 24명을 죽인 범인이기도 하다. 총기 수집에 미칠정도로 집착을 한다. 손가락 에서는 저격총, 가스총,기관총,마취탄이 각각 나간다. 어깨를 훤히 드러낸 옷을 입는데 후로게이여서 그런게 아니고 탄피가 어깨에서 나오기 때문이다.장미와 홍차를 즐겨먹는다. 나중에 수리엄의 힘을 흡수해 오른팔이 대공포로 변하게 된다.
- 장미-본명 김은아.사람의 마음을 읽을 수 있는 트레이스. 어릴 적 아버지가 진에게 죽자 진을 죽이기 위해 레몬이라는 킬러헌터와 동맹을 맺지만 점차 진을 사랑하게 됐다. 레몬이 진한테 죽자, 자살한다. 하지만 나중에 신의 바이러스가 진한테 선물로 장미를 살려준다.
- 박만길-사람의 병을 흡수할 수 있는 트레이스. 그 어떤 병에 걸려도 죽지 않는다 ( 암, 결핵, 메르스, 에이즈, 페스트, 혈증감소판증후군 등을 한꺼번에 걸려도 죽지 않는다). 엄마가 심한 병을 앓고 있다가 죽음을 앞두기 전, 이 능력을얻은 걸 알고 엄마를 치료한다. 하지만 의사가 죽인다. 그래서 킬러가 되기 위해 진을 찾아온다. 그리고 걸린 병은 새해가 되면 깨끗이 낫는다.
- 레몬-가시를 분출해 쏠 수 있는 트레이스.킬러헌터로 일한다. 아버지도 킬러헌터였는데, 모리를 죽이려다가 진한테 죽는다. 그래서 진을 죽이기 위해 장미랑 동맹을 맺는다.
- 모리-최고의 킬러(예전에).진한테 땅콩 할배로 불린다. 킬러헌터에게 죽을 위기를 맞지만 진이 구해준다. 누실리테와의 전투 도중 트러블 정예부대에게 죽음(죽는 지 안 죽는지 모르겠음 ).
- 강동수 - 지하도박장의 사기꾼 G-spot, 여기서 G는 게임을 뜻한다.강동수의눈은 멀리 내다볼 수 있고 투시가 가능하다.
- 차미리 - ‘백색괴물’로 불리며 한국에서 알아주는 대재벌의 딸이다. 괴력의 소유자로 심심한 것을 제일 싫어하며 화끈한 것을 찾아 헤맨다. 거대 트러블도 단숨에 쓰러트릴 정도로 쎄다. 거지 일당에서 파워래빗이란 이름으로 활동하지만 나중에 전태수에게 당한다. 나중에 누실리테와의 전투에서 트러블 정예부대에게 당한다.그게 짜증났는지 해머를 들고 다니면서 펀치래빗이란 네이밍으로 다닌다. 하지만 본인은 무기가 안 맞는다면서 무기를 자꾸 버리고 맨손으로 싸운다. 정희섭을 좋아하는듯.
- 김도균 - ‘복면 오형제로’로 불리며 은행 전문 털이범으로 분신술을 쓰는 자이다. 누실리테의 포효로 능력이 약해지지만 다시 돌아온다.
- K4-4인조 킬러조직. 전부 형제인 듯 하다. 진의 광팬. 그리고 전부 트레이스며 C급 킬러다.또 전부 거지일당에 합류한다.
- 원숭이-K4의 일원. 원숭이처럼 움직이는 능력의 트레이스. 트러블을 엄청나게 증오한다.강아지의 블랙홀을 전달한다.
- 강아지-K4의 일원. 양손에서 검정과 하양 페인트가 나오는데, 검은색에다가 뭘 넣으면 하얀색으로 나오기 땜에 네이밍이 블랙&화이트홀. 거지일당을 현장에서 빠져나오는데 도움을 준다.
- 거북이-K4의 일원. 목표와 눈빛교환 한 시간만큼 목표가 있는 곳으로 이동, 눈빛교환 시간만큼 이동해 있다.이동하면 보통 모습과는 다르게 엄청난 스피드와 검술로 적을 섬멸한다. 능력 땜에 평소에는 느리고 잠이 많다. 문제는 능력을 쓰면 살의까지 생긴다. 거지 일당에서 김윤성의 도주를 돕지만, 살의땜에 김윤성이 계속 말린다. {(그래도 구별할 건 구분한다.)그래서 항상 김윤성과 20초 눈싸움을 해야 한다}
- 독수리-K4의 큰형. 엄청난 동체시력과 수리검을 조종한다.어느 정돈지 닫히는 현관문으로 수리검을 던져 목표를 죽일 수 있다. 킬러보다 거지 일당과 같이 싸우는 게 즐거운 듯. 전태수에게 당해 목이 부러지지만 산다. 하지만 나중에 누실리테의 포효로 죽는다. 이로 인해 원숭이가 트러블을 엄청나게 증오한다.
- 박사 - 천재적인 두뇌에 후천적 트레이스가 된 존재로 T-BANK안에 실험실을 탄생시킨 장본인이다. 또한 정희섭의 아버지 이기도 하다.온몸에서 강철로 된 무기가 나온다.
- 김수혁- 입에서 레이저포가 나간다. 처음에는 이 능력이 너무 강해서 말을 못했지만 김갑호의 조각으로 말을 할 수 있게 된다. 누실리테와의 전투 도중 죽을 위기를 맞지만 산다. 처음에는 거지 일당을 소탕하려 했으나 그들을 이젠 인정한다.
- 하우정-김수혁의 부하. 몸을 액체화시켜 트랩을 두거나 그물을 만드는 등 마음대로 변형할 수 있다. 근데 한시현보다는 약하다.
- 전태수-팔이 강철처럼 변하는 트레이스. 거지일당을 위험에 빠트라지만 김윤성에게 진다. 그러자 김갑호에게 조각을 요청, 더욱 강해진다. 하지만 트러블 정예부대에게 당한다. 그 뒤의 등장이 거의 없다.
- 김풍-온몸에서 바람을 뿜을 수 있는 트레이스. 한조의 일원이었으나 자신이 일이 잘못됨을 알고 거지일당에 합류한다. 시연의 남자친구이자 예비신랑.
- 진도랑- 바람보다 빨리 달릴 수 있는 선천성 트레이스. 엄마가 이 사실을 숨기려고 절대 달리지 말라고 하는데 그게 심하게 주입돼서 죽을 위기에도 안 달린다. 엄마가 트러블 정예부대에게 당해도 안 달린다. 하지만 엄마가 유언으로 하는 말은 "달려". 그리고 실디단의 심장을 뺏어 달아난다. 도랑이가 달리고 있을 때 점프하면 높게 뛸 수 있고 발차기의 위력이 강해진다.
- 시연 (성을 모르겠음)-풍의 여자친구이자 예비신부. 어떤 사람의 7일 후 미래를 볼 수 있다.
- 이현화-온몸에서 가시가 나오는 트레이스. 사강권의 친구. 가시의 크기는 작아서 공격보단 지휘에 뛰어나다. (문제는 능력 탓에 노출도가 심한 옷을 입어야 한다.)팀 미스티의 일원.
- 이현우-팀 미스티의 일원. 메테오를 쏠 수 있다.
- 임경진-팀 미스티의 일원. 목표가 가진 시간을 멈추게 할 수 있는 트레이스이다.
- 오원영-팀 미스티의 일원. 방패를 소환한다.
- 천지민-팀 미스티의 일원. 며칠에 한 번씩 컴퓨터와 접속해 모든 걸 알 수 있다.
- 신의 바이러스-정체불명의 꼬마. 트러블을 만든다. 만화에 드문드문 나타나 뭔 소리를 지껄인다. 자신의 정체가 차원의 흔적이라고. 누실리테와의 전투에서 신인게 밝혀진다. 실디단의 심장을 빼 진도랑에게 넘겨준다. 수리엄,칼솔럼,록시너기의 힘을 각각 진,김윤성, 사강권에게 준다. 본인은 정희섭에게 통째로 힘을 주고 사라진다. 어쩐지 장세연과 이현화랑 닮았는데...... 기분 탓이겠지?
- 누실리테-신의 대리인.엄청나게 거대하고 막강하다. 심장이 총 6갠데, 팔에 심장2개, 다리에 2개, 머리와 몸통에 각각 2개씩. 문제는 머리의 심장이 있으면 누실리테는 얼마든지 재생이 가능. 그래서 신의 바이러스가 머리의 심장을 제거한다. 그 사이 진과 사강권과 김융성이 모든 심장을 파괴해 죽인다.
- 한시현 - 채내에서 디앤디란 마약과 비슷한 성분이 분비되며 왼손 엄지손가락에서 중화제가 나오는 트레이스이다(나이 30 다되어가는 어른이 손가락이나 빨아야 한다). 국정원에서 일하고 있으며 트러블과의 교류를 꿈꾼다.어느 날 어쩌다가 남성형 트러블을 집에 데려오게 되고, 교류 계획을 시작한다. 하지만 실패, 결국 인간과 트러블은 교류가 불가능하다는 새드엔딩으로 끝나고 자신의 왼손 엄지를 자른다. 나중에 다시 나오는데, 트러블 2명과 같이 다니는데 제대로 미쳤다.
- 사랑이-트러블. 박정은이 트러블의 러블(리)로 사랑이란 이름을 붙여줬다.
- 서범기 - 왼팔에 줄이 있는데, 3일에 하나 씩 줄이 빛이 난다. 빛이 모두 채워지면 무기가 생기는 트레이스. 윤경주와의 약속을 지키기 위해 야바위꾼을 죽이려고 하지만 번번히 당한다. 나중에 야바위꾼 대장이 덤필런의 오른손이란 단어를 사용해 덤필런을 소환한다. 그러자 범기의 능력이 강화돼서 오른팔에도 줄이 생기는데 빛이 모두 채워지자 핵폭탄이 생성, 소환진에다가 날려버려 덤필런의 오른손을 날려버린다.(그래서 범기탄,범기핵이란 네이밍이 생겼다. 베뎃들한테.)
- 모르야-트러블. 한시현이 데리고 다닌다.
- 아루-한시현이 데리고 다니는 여성형 트러블. 제비를 풀어 감시카메라처럼 감시하거나 상대방의 뇌에 침투시켜 기절시킬 수 있다.
- 박해마-온몸이 강철로 변하는 트레이스. 마약상으로 서범기와 치고박고 싸우지만 목적이 같아져 동료가 된다. 서범기한테 이름이 안 불리고 석탄이나 블랙라인으로 불린다.
- 야바위꾼-4인조 테러조직. 일반 경찰을 습격해 3명은 남기고 모두 죽인뒤 야바위를 한판 해 1명을 죽인다. 1명은 그냥 죽인다. 경찰서를 폭파하고 튀기 땜에 남은 1명도 죽이는 듯.
- 야바위꾼 대장-34가지의 트러블 단어를 아는 트레이스. 이 단어는 모두 상대가 보면 공격이 나가거나 스킬이 발동돤다. 원해는 착한 학생이었다. 고등학생(?)때 이 능력을 얻은 걸 알게 됐다. 신의 바이러스에게 주사위를 받기도 했다. 하자만 자신의 소중한 사람이 모두 죽자 미쳐버린다.
- 판깔이-공간에 네모 박스를 소환하는 능력의 트레이스. 쉽게 말해 공간에 물체를 소환해 무엇이든 잘라버린다. 야바위꾼 대장을 괴롭히던 양아치였으나 어떤 사건을 계기로 학교 또래들과 친해진다. 하지만 역시 이때 능력을 얻은 판깔이는 능력을 다루는 게 미숙해 체육수업 도중 박스를 마구 소환한다. 다행히 무언갈 자르지는 못하고 오래 가지도 않았다. 하지만 한 여학생이 얼굴을 다친다. 그 여학생에게 사과하러 갔다가 그 여학생이 자기도 트레이스라며 자신도 능력이 미숙하다고 용서해준다. 역시 야바위꾼 대장처럼 미쳐버린다.
- 바람잡이-그 여학생 바로 바람잡이. 눈알 같은 기계를 조종해 강력한 레이저를 쏘아댄다. 역시 야바위꾼 대장처럼 미쳐버린다.
- 덤필런-팔이 63빌딩만함 초거대 트러블. 왼손의 손가락에서 각각 레이저포가 나가는데, 도시 5개가 사라질 정도다. 나중에 서범기에 의해 오른팔을 잃는다. 그게 그렇게 복수하고 싶었는지 소형 트러블 크기로 넘어와서 상동을 날려버린다. 하지만 갑자기 크기를 줄여서 적응이 안되는 듯 하다 소형 트러블을 흡수해 안정기에 들었다
- 락큼-트러블 세계의 기록관. 샬본도(지구)에 산지 꽤 오래됐다. 샬본도에서의 생활도 매우 자연스럽다. 계급은 덤필런과 말을 놓는 걸 보아 높은 것 같지만 전투능력은 쎄진 않아 보인다. 상당히 똑똑하다

## 영화
현재 영화화의 초기 단계에 들어가 있으며 감독은 <우아한 세계>, <연애의 목적>을 연출한 한재림 감독이다. 아직 초기 단계라 스토리, 배우, 개봉일에 관한 정보는 밝혀지지 않았다.